# Gheorghe Bălan
Gheorghe Bălan (n. 25 august 1975, Chișinău, RSS Moldovenească, URSS) este un politician din Republica Moldova. Este actualul secretar de stat la Ministerul Afacerilor Interne (MAI).